# 蕾蕾看世界
《蕾蕾看世界》（英語：Girl Meets World）是一部於2014年6月27日在迪士尼頻道首播的情境喜劇。
本劇為於1993年至2000年在ABC首播的情境喜劇《小淘氣看世界》的續作。本劇即以該劇主角柯瑞·麥修斯與湯凡佳·勞倫斯女兒萊莉·麥修斯為中心。同時舊作中的角色將以常規出演或客串演出。 
2014年8月6日，迪士尼宣布續訂第二季。2015年11月25日，迪士尼宣布續訂第三季。2017年1月4日，編劇群正式於Twitter上宣布本劇確定在第三季畫下句點。

## 故事
故事銜接前作《小淘氣看世界》結尾，柯瑞與湯凡佳結婚並搬至紐約市，以其女兒萊莉以及萊莉好友瑪雅升上七年級後的生活趣事為故事主軸。

## 人物角色
| 蘿婉·布蘭琪          | 萊莉·麥修斯         | 主演            | 主演            | 主演            |
| 班·薩維奇            | 柯瑞·麥修斯         | 主演            | 主演            | 主演            |
| 莎賓娜·卡本特        | 瑪雅·哈特           | 主演            | 主演            | 主演            |
| 派頓·邁爾            | 盧卡斯·弗萊爾       | 主演            | 主演            | 主演            |
| 亞加斯·馬都羅        | 奧吉·麥修斯         | 主演            | 主演            | 主演            |
| 丹妮兒·費雪          | 湯凡佳·麥修斯       | 主演            | 主演            | 主演            |
| 柯瑞·弗歌梅納斯      | 法科·敏可思         | 常設            | 主演            | 主演            |
| 萊德·斯特朗          | 肖恩·派翠克·亨特    | 常設            | 常設            | 常設            |
| 潔姬·何瑞            | 艾芙琳·蘭德         | 常設            | Does not appear | Does not appear |
| 雪莉兒·堤薛拉        | 凱蒂·哈特           | 常設            | 常設            | 常設            |
| 丹尼·麥克諾迪        | 哈利·基納           | 常設            | 常設            | 客串            |
| 西西莉亞·芭樂潔      | 伊莎多拉·絲瑪可     | 常設            | 常設            | 常設            |
| 艾娃·庫克            | 艾娃·摩根斯登       | 常設            | 常設            | 常設            |
| 尤賴亞·謝爾頓        | 喬書亞·麥修斯       | 常設            | 客串            | 常設            |
| 莎拉·卡潘特          | 莎拉·普雷明傑       | 常設            | 常設            | 常設            |
| 妲碧·沃克            | 妲碧·沃克           | 常設            | 常設            | 常設            |
| 尼可拉斯·傑本內洛    | 尤吉                | 常設            | 常設            | 常設            |
| 威廉·丹尼爾斯        | 喬治·菲尼           | 客串            | 常設            | 常設            |
| 李·諾里斯            | 史都爾·敏可思       | 客串            | 常設            | 客串            |
| 亞莎·凱必亞          | 蓋布莉艾拉·卡索     | 客串            | 常設            | Does not appear |
| 威爾·弗萊德          | 艾瑞克·麥修斯       | Does not appear | 常設            | 客串            |
| 安東尼·泰勒·奎因     | 強納森·透納         | Does not appear | 常設            | 客串            |
| 塔尼亞·甘娜蒂        | 海波·柏吉斯         | Does not appear | 常設            | Does not appear |
| 阿米爾·米契爾·湯恩斯 | 小札·巴賓諾         | Does not appear | 常設            | 常設            |
| 庫柏·弗瑞德曼        | 杜威                | Does not appear | 常設            | 常設            |
| 坦納·布坎南          | 查理·嘉德納         | Does not appear | 常設            | Does not appear |
| 琳賽·拉默            | 萊莉·麥修斯（幼年） | Does not appear | 客串            | 常設            |
| 艾薇·喬治            | 瑪雅·哈特（幼年）   | Does not appear | 客串            | 常設            |
| 路克·班沃德          | 索爾                | Does not appear | Does not appear | 常設            |
| 克勞蒂亞·李          | 法蘭西絲卡          | Does not appear | Does not appear | 常設            |
| 艾希莉·亞科達        | 妮姬                | Does not appear | Does not appear | 常設            |
| 凱蒂·莎里夫          | 瑪麗·伊凡斯         | Does not appear | Does not appear | 常設            |
| 亞倫·拉瑟            | 傑克森              | Does not appear | Does not appear | 常設            |
| 克蘿麗絲·利奇曼      | 史佛斯基太太        | 客串            | 客串            | Does not appear |
| 安東尼·泰勒·奎因     | 強納森·透納         | Does not appear | 客串            | 客串            |
| 威廉·魯斯            | 艾倫·麥修斯         | Does not appear | 客串            | 客串            |
| 貝西·蘭多            | 艾咪·麥修斯         | Does not appear | 客串            | 客串            |

### 主要角色
| 演員            | 角色          | 介紹 | 登場 季數 | 登場 集數 |
| 蘿婉·布蘭琪     | 萊莉·麥修斯   | 本作核心人物兼女一，故事開始時萊莉是個12歲七年級生，個性開朗有責任感，像極了父親柯瑞的個性，她很照顧家人也很關心朋友，同時也很認真的念書，並努力做對的事。是個極度天真的女孩，暗戀盧卡斯。與盧卡斯曾短暫交往，後因尷尬而分手。於第二季發現瑪雅也喜歡盧卡斯，因此決定隱藏自己的心意，並撮合瑪雅與盧卡斯。於第三季進入艾碧蓋兒·亞當斯高中就讀。 | 1-3       | 72        |
| 班·薩維奇       | 柯瑞·麥修斯   | 萊莉父親兼班導師，亦是前作主角，約翰·昆西·亞當斯中學歷史教師，有時對於瑪雅也如同父親的存在一般。基本上所有課題都與萊莉有關。常常透過其歷史課，教導學生什麼是“人生”。於第二季結尾被他的學生「偷到」艾碧蓋兒·亞當斯高中裏教書。對滑雪有陰影。 | 1-3       | 71        |
| 莎賓娜·卡本特   | 瑪雅·哈特     | 全名：瑪雅·潘妮洛普·哈特（Maya Penelope Hart） 本作核心人物兼女二，萊莉最好的朋友，是個堅強獨立、充滿野性與叛逆的女孩，總是在背後推萊莉一把，同時鼓勵萊莉嘗試冒險。因父親長年缺席而導致性格較為早熟。在繪畫方面非常有天分，喜歡萊莉的叔叔喬書亞。第二季發現自己喜歡上盧卡斯，並在萊莉的推波助瀾下，與盧卡斯嘗試約會。於第三季進入艾碧蓋兒·亞當斯高中就讀。於第三季發現迷失了自己，在萊莉的幫助下 找到自己。因居住於多為西班牙裔的小社區，故能説一口流利的西班牙文。 | 1-3       | 72        |
| 派頓·邁爾       | 盧卡斯·弗萊爾 | 萊莉的朋友之一，同時也是萊莉的暗戀對象，是個聰明有禮的男孩，來自奧斯汀的牛仔家族。喜歡萊莉，並與萊莉短暫交往，後因彼此不適應而分手。第二季時得知瑪雅喜歡自己，但他似乎仍喜歡著萊莉，並不希望傷害任何人的感情。於第三季進入艾碧蓋兒·亞當斯高中就讀。 | 1-3       | 63        |
| 亞加斯·馬都羅   | 奧吉·麥修斯   | 萊莉5歲的弟弟，渴望長大後成為像父親柯瑞一般的小男孩。深信自己為萊莉的雙胞胎。 | 1-3       | 55        |
| 丹妮兒·費雪     | 湯凡佳·麥修斯 | 原名：湯凡佳·勞倫斯（Topanga Lawrence） 萊莉與奧吉的母親，柯瑞的妻子，是位成功的律師，副業開設簡餐店。與丈夫柯瑞是青梅竹馬，非常用心的扶養萊莉與奧吉。 | 1-3       | 70        |
| 柯瑞·弗歌梅納斯 | 法科·敏可思   | 萊莉與瑪雅忠心的摯友，雖然個性有些古怪，但是個機靈、有自信的孩子，同時喜歡萊莉與瑪雅。為柯瑞與湯凡佳以前的同窗史都爾·敏可思的兒子。很注重課業，同時努力使成績保持在班上的前端，亦獲得許多老師的寵愛。因其打扮與才能常受到霸凌，因此於第二季改頭換面。後與絲瑪可坦白彼此的心意並交往。於第三季進入艾碧蓋兒·亞當斯高中就讀。 | 1-3       | 69        |

### 常設角色
| 演員                 | 角色            | 介紹 | 登場 季數 | 登場 集數 |
| 莎拉·卡潘特          | 莎拉·普雷明傑   | 約翰·昆西·亞當斯中學學生。 | 1-3       | 48        |
| 妲碧·沃克            | 妲碧·沃克       | 約翰·昆西·亞當斯中學學生，尤吉的女友。於第三季進入艾碧蓋兒·亞當斯高中就讀。                                                                                    | 1-3       | 43        |
| 尼可拉斯·傑本內洛    | 尤吉            | 約翰·昆西·亞當斯中學學生，妲碧的男友。於第三季進入艾碧蓋兒·亞當斯高中就讀。                                                                                    | 1-3       | 45        |
| 阿米爾·米契爾·湯恩斯 | 小札·巴賓諾     | 盧卡斯在德州的好友，後轉學到約翰·昆西·亞當斯中學。 | 2-3       | 31        |
| 艾娃·庫克            | 艾娃·摩根斯登   | 全名：艾娃·梅蘭妮·蘿絲·艾斯特·摩根斯登（Ava Melanie Ruth Esther Morgenstern） 奧吉的6歲女友，常常唆使奧吉替自己做事，只因自己的年齡比奧吉大。與湯凡佳常常發生摩擦。                               | 1-3       | 20        |
| 西西莉亞·芭樂潔      | 伊莎多拉·絲瑪可 | 法科長期以來在辯論比賽上可敬的對手，暗戀法科，患有亞斯伯格症。容易被盧卡斯吸引，於第二季與法科正式交往。                                                       | 1-3       | 17        |
| 雪莉兒·堤薛拉        | 凱蒂·哈特       | 本名：凱蒂·葛蕾絲·克拉特巴奇（Katy Grace Clutterbucket），瑪雅的母親，曾經渴望成為演員，現於餐廳擔任服務生。常常在瑪雅的重要事物上缺席。隱瞞瑪雅父親拋棄她們的事，讓瑪雅對其充滿怨懟。 | 1-3       | 15        |
| 庫柏·弗瑞德曼        | 杜威            | 奧吉的朋友，非常不喜歡自己的名字而堅持自己叫“杜伊”（Doy）。 | 2-3       | 4         |
| 潔姬·何瑞            | 艾芙琳·蘭德     | 常常在地下鐵與萊莉及瑪雅相遇，被稱作「瘋狂帽客」。是個富有、成功的商人。                                                                                       | 1         | 3         |
| 亞莎·凱必亞          | 蓋布莉艾拉·卡索 | 美術老師，發現瑪雅非常有繪畫天分。 | 1-2       | 3         |
| 坦納·布坎南          | 查理·嘉德納     | 約翰·昆西·亞當斯中學學生，喜歡萊莉。 | 2         | 3         |
| 琳賽·拉默            | 萊莉·麥修斯     | 年幼時期的萊莉。 | 2-3       | 3         |
| 艾薇·喬治            | 瑪雅·哈特       | 年幼時期的瑪雅。 | 2-3       | 3         |
| 克蘿麗絲·利奇曼      | 史佛斯基太太    | 經營著麵包店，與奧吉是好朋友。在其過世後，將麵包店全權轉讓給湯凡佳。                                                                                           | 1-2       | 2         |
| 塔尼亞·甘娜蒂        | 海波·柏吉斯     | 約翰·昆西·亞當斯中學新英文老師，認為任何書本都可以帶給學生知識。                                                                                               | 2         | 2         |
| 路克·班沃德          | 索爾            | 艾碧蓋兒·亞當斯高中高年級生，法蘭西絲卡與妮姬的朋友。 | 3         | 2         |
| 克勞蒂亞·李          | 法蘭西絲卡      | 艾碧蓋兒·亞當斯高中高年級生，索爾與妮姬的朋友，喜歡索爾。 | 3         | 2         |
| 艾希莉·亞科達        | 妮姬            | 艾碧蓋兒·亞當斯高中高年級生，索爾與法蘭西絲卡的朋友，喜歡索爾。                                                                                                | 3         | 2         |
| 凱蒂·莎里夫          | 瑪麗·伊凡斯     | 艾碧蓋兒·亞當斯高中新生，萊莉的同學，是柯瑞的剋星。 | 3         | 2         |
| 亞倫·拉瑟            | 傑克森          | 萊莉與瑪雅的高中美術老師。 | 3         | 2         |

### 《淘小子看世界》人物
| 演員             | 角色                 | 介紹 | 登場 季數 | 登場 集數 |
| 尤賴亞·謝爾頓    | 喬書亞·麥修斯        | 柯瑞的弟弟，現為17歲少年。 （此角於前作由麥可·傑寇布斯的兒子丹尼爾·傑寇布斯飾演）                                                                               | 1-3       | 8         |
| 萊德·斯特朗      | 肖恩·派翠克·亨特     | 柯瑞最要好的摯友，後成為到處旅遊的作家兼攝影師。對柯瑞來說，就像萊莉之於瑪雅存在一般，後與瑪雅建立起了友誼。                                                    | 1-3       | 7         |
| 丹尼·麥克諾迪    | 哈利·基納            | 曾霸凌過柯瑞，後成為柯瑞的好友。因復學關係所以年紀比其他同期學生老。現於約翰·昆西·亞當斯中學擔任管理員兼清潔工，其工作是由柯瑞介紹。                            | 1-3       | 6         |
| 威廉·丹尼爾斯    | 喬治·菲尼            | 80年代時，是柯瑞的人生導師，也是柯瑞、湯凡佳與肖恩的國中老師、高中的校長、大學的教授。這些年來成為了柯瑞的鄰居以及麥修斯一家的朋友。                            | 1-3       | 5         |
| 李·諾里斯        | 史都爾·敏可思        | 柯瑞、湯凡佳與肖恩的同窗，法科的父親，雖然柯瑞與肖恩常常欺負史都爾，但他們亦常常給史都爾關於女生以及生活上問題的意見，同時他也是湯凡佳的好友。目前成為一名CEO。 | 1-3       | 5         |
| 威爾·弗萊德      | 艾瑞克·麥修斯        | 柯瑞與喬書亞的哥哥。 | 2-3       | 4         |
| 安東尼·泰勒·奎因 | 強納森·透納          | 柯瑞、湯凡佳與肖恩高中時期的英文老師。 | 2 -3      | 3         |
| 威廉·魯斯        | 艾倫·麥修斯          | 柯瑞的父親，與柯瑞是對關係親密的父子。 | 2-3       | 2         |
| 貝西·蘭多        | 艾咪·麥修斯          | 柯瑞的母親。 | 2-3       | 2         |
| 翠娜·麥克吉      | 安潔拉·摩爾          | 肖恩高中時期的女友。 | 2         | 1         |
| 布雷克·克拉克    | 切特·亨特            | 肖恩已故的父親。 | 2         | 1         |
| J·B·蓋納         | 湯瑪士·強納森·墨菲   | 在年幼時很受艾瑞克照顧的孤兒。 | 2         | 1         |
| 馬修·勞倫斯      | 傑克·亨特            | 肖恩同父異母的兄弟，艾瑞克的好友。 | 2         | 1         |
| 克莉絲汀娜·羅肯  | 珍妮佛·巴賽特·敏可思 | 高中時期曾與肖恩交往，後成為史都爾的妻子，並生下法科。 | 2         | 1         |
| 莉莉·尼克賽      | 摩根·麥修斯          | 艾瑞克與柯瑞的妹妹，喬書亞的姊姊。 | 3         | 1         |
| 琳茜·里吉威      | 摩根·麥修斯          | 艾瑞克與柯瑞的妹妹，喬書亞的姊姊。 | 3         | 1         |

### 客串
- 羅斯·林奇 飾演 奧斯汀·穆爾（Austin Moon）

人氣歌手，與艾莉是絕佳拍檔。
- 蘿拉·馬拉諾 飾演 艾莉·道森（Ally Dawson）

人氣歌手，與奧斯汀是絕佳拍檔。

## 集數
| 季數 | 季數   | 集數   | 播出日期（美國） | 播出日期（美國） |
| 季數 | 季數   | 集數   | 首播             | 季終             |
| ---- | ------ | ------ | ---------------- | ---------------- |
|      | 1      | 20     | 2014年6月27日    | 2015年3月27日    |
|      | 特別集 | 特別集 | 2015年4月17日    | 2015年4月17日    |
|      | 2      | 30     | 2015年5月11日    | 2016年3月11日    |
|      | 3      | 21     | 2016年6月3日     | 2017年1月20日    |

## 收視
| 季數 | 播出時間（ET） | 集數 | 首映          | 首映          | 季終          | 季終          | 平均 收視人数 （百萬） |
| 季數 | 播出時間（ET） | 集數 | 日期          | 收視 （百萬） | 日期          | 收視 （百萬） | 平均 收視人数 （百萬） |
| ---- | --- | ---- | ------------- | ------------- | ------------- | ------------- | ---------------------- |
| 1    | 星期五 9:45 p.m.（Ep 1, 7） 星期五 8:30 p.m.（Ep 2–6, 8–10, 17–20） 星期四 8:30 p.m.（Ep 11） 星期五 8:00 p.m.（Ep 12–14, 16） 星期五 7:30 p.m.（Ep 15） | 20   | 2014年6月27日 | 5.162         | 2015年3月27日 | 2.280         | 2.745                  |
| 2    | 星期一至四 8:30 p.m.（Ep 1–4） 星期五 8:30 p.m.（Ep 5–20, 23–30） 周末 8:30 p.m.（Ep 21–22）                                                             | 30   | 2015年5月11日 | 2.048         | 2016年3月11日 | 1.703         | 2.277                  |
| 3    | 星期五 8:30 p.m.（Ep 1, 3–4, 6–18） 星期日 8:30 p.m.（Ep 2） 星期五 7:30 p.m.（Ep 5） 星期五 6:00 p.m.（Ep 19–21）                                       | 21   | 2016年6月3日  | 1.885         | 2017年1月20日 | 1.639         | 1.704                  |

## 獎項與提名
| 年度 | 大獎             | 獎項                                             | 入圍                                                                                  | 結果 |
| ---- | ---------------- | ------------------------------------------------ | ------------------------------------------------------------------------------------- | ---- |
| 2014 | 青少年選擇獎     | 夏季選擇獎：影集                                 | 夏季選擇獎：影集                                                                      | 提名 |
| 2015 | 美國編劇工會獎   | 兒童劇劇本獎－集數與特輯                         | 馬修·尼爾森（集數：女孩看1961）                                                       | 提名 |
| 2015 | 青年藝術家獎     | 影集類最佳演出獎－客串演出青年女演員（15－21歲） | 札克瑞·米歇爾                                                                         | 提名 |
| 2015 | 青年藝術家獎     | 影集類最佳青年整體演出獎                         | 蘿婉·布蘭琪、莎布琳娜·卡潘特、派頓·邁爾、 亞加斯·馬都羅                               | 提名 |
| 2015 | 青少年選擇獎     | 電視選擇獎：喜劇類影集                           | 電視選擇獎：喜劇類影集                                                                | 提名 |
| 2015 | 創意藝術艾美獎   | 最佳兒童節目獎                                   | 最佳兒童節目獎                                                                        | 提名 |
| 2016 | 美國編劇工會獎   | 兒童劇劇本獎－集數與特輯                         | 馬克·布拉特曼（集數：女孩看法科）                                                     | 提名 |
| 2016 | 奧提歐斯獎       | 兒童試播集與影集獎（真人）                       | 莎莉·史坦納、芭比·布拉克、布雷特·格雷史坦、 柯林·丹尼爾、霍華德·梅爾澤、希莉·赫南戴茲 | 獲獎 |
| 2016 | 兒童選擇獎       | 最喜愛電視節目獎－兒童節目                       | 最喜愛電視節目獎－兒童節目                                                            | 提名 |
| 2016 | 青少年選擇獎     | 夏季選擇獎：電視節目                             | 夏季選擇獎：電視節目                                                                  | 提名 |
| 2016 | 青少年選擇獎     | 夏季選擇獎：電視男演員                           | 派頓·邁爾                                                                             | 提名 |
| 2016 | 青少年選擇獎     | 夏季選擇獎：電視女演員                           | 蘿婉·布蘭琪                                                                           | 提名 |
| 2016 | 創意藝術艾美獎   | 最佳兒童節目獎                                   | 最佳兒童節目獎                                                                        | 提名 |
| 2017 | 美國製片人協會獎 | 最佳兒童節目獎                                   | 最佳兒童節目獎                                                                        | 提名 |
| 2017 | 美國編劇工會獎   | 兒童劇劇本獎－集數與特輯                         | 喬書亞·傑寇布斯＆麥可·傑寇布斯（集數：女孩看共產）                                    | 提名 |
| 2017 | 人道獎           | 兒童真人節目                                     | 馬修·尼爾森（集數：女孩看寬恕）                                                       | 提名 |
| 2017 | 兒童選擇獎       | 最喜愛電視節目獎－兒童節目                       | 最喜愛電視節目獎－兒童節目                                                            | 提名 |
| 2017 | 兒童選擇獎       | 最喜愛電視女演員獎                               | 蘿婉·布蘭琪                                                                           | 提名 |
| 2017 | 青年藝術家獎     | 影集類最佳演出獎－客串兒童女演員                 | 艾娃·庫克                                                                             | 提名 |
| 2017 | 青年演藝人獎     | 最佳常設青年女演員獎－電視影集（9歲以下）        | 艾娃·庫克                                                                             | 獲獎 |
| 2017 | 創意藝術艾美獎   | 最佳兒童節目獎                                   | 最佳兒童節目獎                                                                        | 提名 |

## 海外播出
本劇於2014年6月27日分別於美國迪士尼頻道以及加拿大家庭頻道首播。澳洲於8月25日、英國與愛爾蘭於8月29日、南非與中東於11月15日在其各自的迪士尼頻道首播。南韓於2015年3月15日首播，並譯名為《萊莉的世界》（라일리의 세상/라일리의 世上）。

## 腳註
1. ↑  Littleton, Cynthia. . Variety.com. 2014-08-06  [2014-08-06]. （原始内容存档于2014-08-08）.
2. ↑  . EW.com.   [2014-10-05]. （原始内容存档于2014-10-06）.
3. ↑  Ge, Linda. . TheWrap. 2015-11-25  [2015-11-25]. （原始内容存档于2015-11-25）.
4. ↑  Andy Swift. . TV Line（英语：TV Line）. 2017-01-04  [2017-01-04]. （原始内容存档于2017-01-05）.
5. ↑  Elizabeth Wagmeister. . 綜藝雜誌. 2017-01-04  [2017-01-05]. （原始内容存档于2017-01-05）.
6. ↑  Eng, Joyce. . 電視指南. 2013-06-17  [2013-06-17]. （原始内容存档于2013-06-22）.
7. ↑  Kondolojy, Amanda. . Zap2it. 2014-06-30  [2014-07-01]. （原始内容存档于2014-07-07）.
8. ↑  Bibel, Sara. . Zap2it. 2015-03-30  [2015-03-30]. （原始内容存档于2015-04-01）.
9. ↑  Bibel, Sara. . Zap2it. 2015-05-12  [2015-05-12]. （原始内容存档于2015-05-14）.
10. ↑  Metcalf, Mitch. . Showbuzz Daily. 2016-03-11  [2016-03-14]. （原始内容存档于2016-03-15）.
11. ↑  Metcalf, Mitch. . Showbuzz Daily. 2016-06-06  [2016-06-06]. （原始内容存档于2016-06-10）.
12. ↑  Metcalf, Mitch. . Showbuzz Daily. 2017-01-23  [2017-01-23].[永久]

## 外部連結
- 官方网站
- 互联网电影数据库（IMDb）上《蕾蕾看世界》的资料（英文）
- 製作公司官方網站（英文）